# Cynoscion nortoni
Cynoscion nortoni är en fiskart som beskrevs av Philippe Béarez 2001. Cynoscion nortoni ingår i släktet Cynoscion och familjen havsgösfiskar. IUCN kategoriserar arten globalt som otillräckligt studerad. Inga underarter finns listade i Catalogue of Life.